# Jakub Hora
Jakub Hora (ur. 23 lutego 1991 w Moście) – czeski piłkarz występujący na pozycji pomocnika w FK Dukla Praga.

## Kariera klubowa
Grę w piłkę nożną rozpoczął w wieku 7 lat w klubie FK Baník Most z rodzinnego miasta Most. W rundzie wiosennej sezonu 2008/09 został włączony do kadry pierwszego zespołu i rozpoczął występy w 2. ČFL. W grudniu 2009 roku odbył staż w Fulham FC. Latem 2010 roku rozpoczął testy w Viktorii Pilzno, jednak ostatecznie wypożyczono go na rok do Slavii Praga. 16 lipca zadebiutował w czeskiej ekstraklasie w meczu z Bohemians 1905 (1:1), w którym wszedł za Stanislava Vlčeka. W sezonie 2010/11 rozegrał 28 ligowych spotkań i zdobył 2 gole. Po zakończeniu okresu wypożyczenia Slavia negocjowałą jego transfer, jednak nie zgodziła się na warunki FK Baník Most.
W czerwcu 2011 roku Hora podpisał trzyletni kontrakt z mistrzem kraju Viktorią Pilzno. Miesiąc później wywalczył Superpuchar Czech i zdobył gola w meczu z FK Mladá Boleslav. W sezonie 2011/12 zaliczył 11 meczów w lidze oraz 2 w fazie grupowej Ligi Mistrzów – wszystkie jako zmiennik. W pierwszej połowie sezonu 2012/13 rozegrał 12 spotkań w czeskiej lidze i zdobył 1 gola. Z Viktorią Pilzno wystąpił w fazie grupowej Ligi Europy, notując 5 meczów.
W styczniu 2013 roku Hora został wypożyczony do końca sezonu do Dynama Czeskie Budziejowice, gdzie w 12 meczach strzelił 2 bramki i spadł z tym zespołem do FNL. Viktoria Pilzno w tym czasie zajęła pierwsze miejsce w czeskiej ekstraklasie, dzięki czemu mógł on przypisać sobie mistrzostwo Czech za sezon 2012/13. W sierpniu 2013 roku został wypożyczony do Bohemians 1905. W sezonie 2013/14 rozegrał dla tego klubu 26 spotkań i zdobył 2 bramki. W czerwcu 2014 roku ponownie wypożyczono go do Dynama Czeskie Budziejowice, gdzie w 15 występach strzelił 4 gole.
W grudniu 2014 roku Hora definitywnie odszedł z Viktorii Pilzno i podpisał kontrakt z FK Teplice, gdzie przez 4,5 roku był podstawowym zawodnikiem. W kwietniu 2017 roku w meczu z 1. FC Slovácko po starciu z Eldarem Ćiviciem zerwał więzadło krzyżowe przednie w prawym kolanie. Zmuszony był przejść potem operację i półroczną rekonwalescencję. W sezonie 2018/19 mianowano go kapitanem drużyny. We wrześniu 2019 roku wypożyczono go z opcją pierwokupu do Slavii Praga. Rozegrał dla tego klubu 4 ligowe spotkania, przez co nie mógł oficjalnie zostać zaliczony jako zdobywca mistrzostwa Czech za sezon 2019/2020.
W sezonie 2020 grał na wypożyczeniu w Riga FC prowadzonym przez Olega Kononowa. 15 czerwca 2020 zadebiutował w Virslīdze w meczu przeciwko Valmiera FC (2:0). Łącznie zanotował 24 ligowe występy, w których zdobył 3 gole i wywalczył mistrzostwo Łotwy. W styczniu 2021 roku wypożyczono go do Podbeskidzia Bielsko-Biała. 31 stycznia rozegrał pierwszy mecz w Ekstraklasie przeciwko Legii Warszawa, wygrany 1:0. W rundzie wiosennej sezonu 2020/21 zaliczył on 16 spotkań i strzelił 2 bramki i spadł ze swoim klubem do I ligi. Latem 2021 roku Hora został wykupiony z FK Teplice przez Dynamo Czeskie Budziejowice, które w rozliczeniu za niego oddało również Davida Ledeckiego.

## Kariera reprezentacyjna
W latach 2009–2010 grał w reprezentacji Czech U-19 prowadzonej przez Jaroslava Hřebíka, dla której rozegrał 8 spotkań. W 2012 roku zaliczył jeden występ w kadrze U-21 w towarzyskim meczu ze Słowacją (2:1).

## Sukcesy
Viktoria Pilzno
- mistrzostwo Czech: 2012/13
- Superpuchar Czech: 2011

Riga FC
- mistrzostwo Łotwy: 2020